# スヴェン＝イングヴェ・アナセン
スヴェン＝イングヴェ・アナセン（スベン・イングバー・アンダーソン、スヴェン・イングヴァル・アナソン、Sven-Ingvar Andersson, 1927年 - 2007年）は、デンマークの造園家。ランドスケープアーキテクト。コペンハーゲン美術アカデミー教授もつとめ、スウェーデンとデンマークを拠点として活動。スウェーデンとデンマークの両方で国際的なプロジェクトと、いくつかのプロジェクトの数が順調に推移していた。
造園を学び始める前に、ルンド大学で植物学、美術史学を専攻しさらに遺伝学をスウェーデン農業科学大学アールナップ校で専攻する。卒業後同校で短期間ランドスケープの授業を聴講し、その後、彼はアールナップ校で教授をしていたカール・テオドール・ソーレンセンのアシスタントとして、コペンハーゲンに渡る。36歳のとき彼はコペンハーゲンの美術アカデミーで教授に任命されるが、このときまでに別にいくつかのビジネスを掛け持ちしていた。
作品には週末住宅の庭やブッディンゲ教会庭園などがある。また、師のソーレンセンが手がけていたヘアニン美術館の仕事を引継ぎ完成させた。
（ムゼウムプレイン）
代表作のひとつに、1993年に承認され1999年に実現した、オランダ・アムステルダムのムゼウムプレインがある。アナセンが設計者に指名され、1999 年にムゼウムプレインとして正式にオープンした。
1988 年にNRC ハンデルスブラッド紙（NRC紙)はアムステルダムのムゼウムプレイン（AMP）に関する競技設計を主催した。1993年に国内外の都市計画を行うと共に、デルフト工科大学で教授を務めた経歴もある都市計画家のレイン・フールトセン(Rein Geurtsen)と建築教育を受け非営利財団ARCAM（アムステルダム建築センター）創立、同代表のマルテン・クロース(Maarten Kloos)らでAMP計画の諮問委員会が組織され、アナセンはアムステルダム在住のランドスケープアーキテクトのハンス・エベリンク（Hans Ebberink）らと参加。エベリンクは最終案に繋がる基本概念の作成に関わった。
オランダ側のアナセンの補佐としてムゼウムプレインの設計・監理にはロッテルダムにあるAtelier Quadrat に所属する都市計画家のステファン・ガル(Stefan Gall)があたった。